# Himeropteryx miraculosa
Himeropteryx miraculosa är en fjärilsart som beskrevs av Otto Staudinger 1887. Himeropteryx miraculosa ingår i släktet Himeropteryx och familjen tandspinnare. Inga underarter finns listade i Catalogue of Life.